# サイ (ウエイト・トレーニング)
サイとは、ウエイトトレーニングの種目の一つ。大腿筋がターゲット。インナー・サイでは内腿が、アウター・サイでは外腿が鍛えられる。軽いテンポで行い、あまり踏んばらないのがポイント。

## 具体的動作

### インナー・サイ
1. マシンの椅子に深く座り、背もたれに密着する。膝の角度が90度になるようにシートを調節する。骨盤を立てて背筋を伸ばす。顔は正面に向ける。
2. 足の裏をペダルに乗せる。
3. 足を閉じ、フィニッシュポジションでは顎を引く。
4. 3とは逆の動きをする。
5. 3~4を繰り返す。

### アウター・サイ
1. マシンの椅子に深く座り、背もたれに密着する。膝の角度が90度になるようにシートを調節する。骨盤を立てて背筋を伸ばす。顔は正面に向ける。
2. 足の裏をペダルに乗せる。
3. 足を閉じ、フィニッシュポジションでは顎を上げる。
4. 3とは逆の動きをする。
5. 3~4を繰り返す。